# Microsoft Start
Microsoft Start（マイクロソフトスタート）は、マイクロソフトが提供するニュースフィードサイトおよびそのモバイルアプリである。パーソナライズされたニュースフィード、天気予報、スポーツニュース、株式市況、交通情報等のコンテンツを集約して提供するサービスである。

## 歴史
2018年6月20日、マイクロソフトはMSNをはじめとするニュースサイトを表示できるニュースエンジンの新たな名称という位置付けで「Microsoft News」を発表した。また、モバイルアプリとしては、2014年にリリースしていた「MSNニュース」を置き換えるものとしてリリースされた。iOSおよびAndroidアプリ「Microsoft News」をはじめ、Microsoft Edge、Windows 10、Skype、Xbox、Outlook.comの各ニュースサービスにもこのエンジンが使用されるようになった。
2021年9月7日、マイクロソフトは「Microsoft Start」を発表した。このサービスは「パーソナライズされたニュースフィードと情報コンテンツのコレクション」と紹介され、ユーザーは興味やコンテンツに合わせて表示されるフィードの内容を調節でき、AIがユーザーの表示履歴に基づいてパーソナライズされるものである。これにあたって、これまで提供していたMicrosoft NewsおよびMSNニュースをMicrosoft Newsにブランド変更した。また、後にリリースされたWindows 11では、ニュースをタスクバーに直接統合した。